# Negativwiederholung
Der Begriff Negativwiederholung (Negativtraining) wird hauptsächlich beim Krafttraining und in der Rehabilitation verwendet. Dabei geht es darum, die Muskulatur stärker auszureizen und dadurch auf effiziente Weise eine Zunahme des Muskelquerschnitts und eine verbesserte Sehnen- und Muskelbelastbarkeit hervorzurufen.

## Ablauf
Jede Übung besteht aus zwei verschiedenen Bewegungsphasen. Erstens die überwindende (konzentrische) Phase, bei der der Widerstand überwunden wird, wie beispielsweise beim Hochstrecken aus der Kniebeuge. Zweitens die nachgebende (exzentrische) Phase, in der gegen die Schwerkraft nachgegeben wird, wie beispielsweise beim in die Hocke gehen bei Kniebeugen.
Die nachgebende (exzentrische) Phase wird als Negativwiederholung bezeichnet. Bei Kniebeugen, wie beschrieben, besteht die Negativwiederholung aus dem in die Hocke gehen, beim Bankdrücken besteht die Negativwiederholung aus dem Absenken der Hantel auf den Brustkorb.
Bei der nachgebenden (exzentrischen) Phase der Übung kann mehr Gewicht bewegt werden, als bei der überwindenden (konzentrischen) Phase. Daher werden beim Krafttraining Negativwiederholungen hauptsächlich dafür verwendet, um mehr Gewicht als normalerweise möglich zu verwenden. Dafür ist jedoch meist ein Trainingspartner nötig, der das Gewicht, nachdem die Negativwiederholung abgeschlossen ist, wieder mit in die Ausgangsposition zurückbringt.
Negativwiederholungen sind auch beim Krafttraining mit dem eigenen Körpergewicht geeignet, um sich zu verbessern. So können sich beispielsweise Sportler beim Klimmzug eher aus der oberen Position in Form einer Negativwiederholung herablassen, als sich selbst hoch zu ziehen. Umgangssprachlich werden Negativwiederholungen als „Negative“ bezeichnet.
In der Rehabilitation wird es von Physiotherapeuten genutzt. Hier wird es mit einer sehr niedrigen Intensität eingesetzt, um nach Verletzungen wieder die ersten kraftvollen Bewegungen anzubahnen.